# Club de los Cordeliers

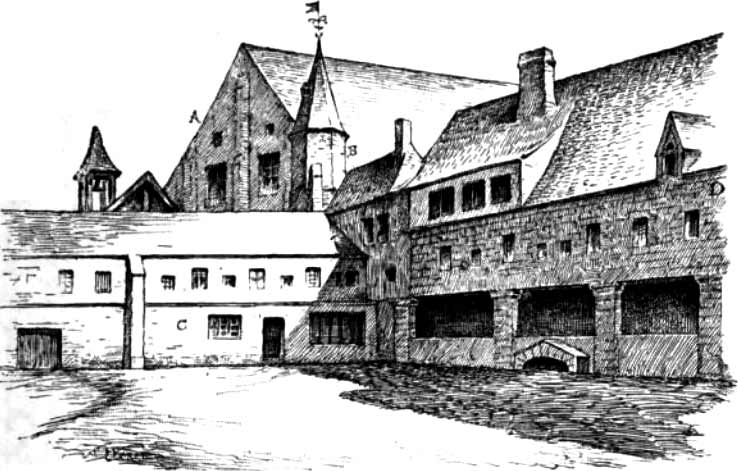
El convento de los Cordeleros en París. Se llamaba así a los franciscanos porque se ataban el hábito con una simple cuerda a manera de cinturón, a causa de su voto de pobreza.

El Club de los Cordeliers (Club de los Cordeleros) o Sociedad de Amigos de los Derechos del Hombre y del Ciudadano fue una sociedad política republicana, más radical que la jacobina, fundada el 27 de abril de 1790 e instalada en el antiguo refectorio del convento de los franciscanos cordeleros de París, por lo cual recibió su nombre. Demandaban desde el principio la eliminación de la monarquía, la instauración de una república y el sufragio universal. Representaban al pueblo más humilde, los sans-culottes.
El grupo se extendió más tarde a Marsella, donde se fundó una filial el 27 de abril de 1791, que se estableció en la antigua capilla del Obispado de los Marselleses (hoy museo Dupuytren).
La creación del club tuvo por objeto vigilar la Asamblea y ser el espíritu crítico de la misma. Asimismo se propuso ayudar a los indigentes, lo que no hicieron los jacobinos (la entrada era libre). Se entraba en el club sin pagar ninguna cuota; una bandera extendida en la puerta servía para recoger los donativos que se quisieran hacer.

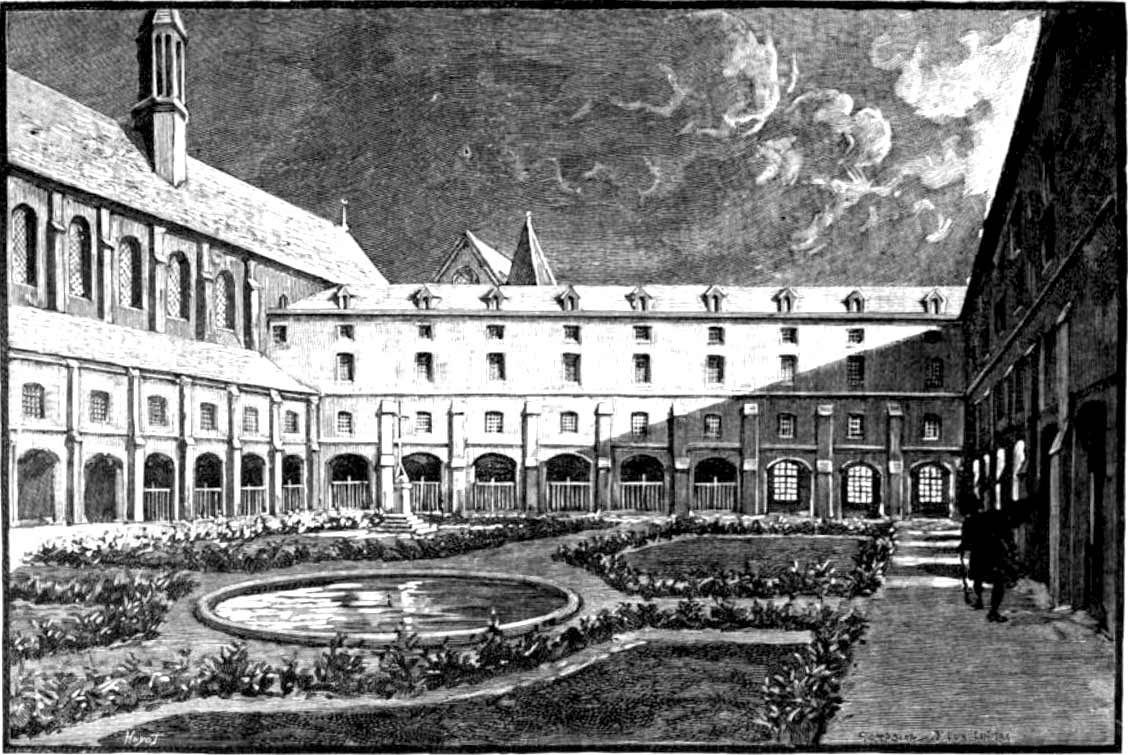
El club de los Cordeleros.

Más radical que el club de los Jacobinos, sus miembros tomaron parte activa en los movimientos revolucionarios que se sucedieron en la Asamblea constituyente, la Asamblea legislativa, y la Convención nacional. Es el que organizó, asimismo, la manifestación del Campo de Marte, el 17 de julio de 1791; además, rechazó la Constitución de 1791, y pidió la inhabilitación del rey y su arresto tras la huida del mismo a Varennes. El 10 de agosto de 1792 apoyó la petición del derrocamiento del trono de Francia; y el 22 de mayo de 1793 fomentó una insurrección pidiendo la desaparición de los girondinos de la Convención Nacional.
Tras la caída de los girondinos, el club se dividió en:
- Indulgentes o dantonistas, partidarios de Georges-Jacques Danton y agrupados en torno al periódico Le Vieux Cordelier, dirigido por Camille Desmoulins.
- Exagerados o hébertistas, partidarios de Jacques-René Hébert y su periódico Le Père Duchesne, autores de la ley de sospechosos y promotores de una dictadura de la Comuna.

Las divergencias entre ambos grupos tuvieron su reflejo en agrias polémicas a través de sus respectivos periódicos. Ambos grupos, sin embargo, fueron eliminados por los Robespierristas: los Hébertistas fueron guillotinados el 24 de marzo, mientras que los Dantonistas (Danton, Desmoulins, Fabre d'Énglantine) fueron ejecutados el 5 de abril de 1794; Marat había sido asesinado por Charlotte Corday el 13 de julio de 1793.
El Club de los Cordeliers, vencido por el Club de los Jacobinos y dependiente del mismo, todavía subsistió un tiempo más que este último y desapareció en abril de 1795.

## Origen del nombre Cordeliers
Cordeliers (cordeleros) era el nombre de unos frailes franciscanos que, vestidos de manera sencilla llevaban, a modo de cinturón, una simple cuerda. El club de los Jacobinos era el apodo usado por los que celebraban sus sesiones en un convento de los dominicos. De forma un tanto irónica, Dominicos y Franciscanos habían sido órdenes rivales durante la Edad Media, rivalidad que renace entre los dos clubes, siendo ambos anticlericales.

## Miembros célebres
- Marie-Joseph Chénier
- Georges-Jacques Danton
- Camille Desmoulins
- Fabre d'Églantine
- Jacques-René Hébert
- Jean-Paul Marat
- Théroigne de Méricourt
- Antoine-François Momoro
- Andrés Maria de Guzmán

- Datos: Q829721
- Multimedia: Club of the Cordeliers / Q829721